# 索爾冰原島峰
84°3′S 66°5′W / 84.050°S 66.083°W
索爾冰原島峰（英語：Sowle Nunatak）是南極洲的冰原島峰，位於伊利沙伯女皇地，處於瓦格納冰原島峰東南面10公里，屬於彭薩科拉山脈的一部分，美國地質調查局根據測量和該國海軍的空中照片繪入地圖，現時由南極條約體系管理。